# 栄信
栄信（えいしん、1985年7月29日 - ）は、日本の俳優。本名・旧芸名は林田栄信。
長崎県佐世保市出身、G-STAR.PRO所属。

## 来歴
- 長崎県立佐世保北高等学校出身。高校卒業後役者をめざして上京した[1]。
- 2020年7月1日、自身のTwitterを更新し、所属していた事務所・オフィスエルアールを退所し、G-STAR.PROに所属することを発表した[3][4]。

## 人物
- 弟は俳優の龍真[5]。
- 特技は空手（インターハイ5位、全国インターハイ準優勝[6]）、バレーボール、長崎弁[7][8]。

## 出演

### テレビドラマ
- 恋愛診断 第1章「翼のカケラ」（2007年7月10日 - 24日、テレビ東京）
- ドラマ 鉄道むすめ〜Girls be ambitious!〜（2008年、東名阪ネット6）
- ダブルフェイス 偽装警察編（2012年10月27日、WOWOW / 2013年1月5日、TBS） - チンピラ 役
- 仮面ライダーシリーズ（テレビ朝日）
  - 仮面ライダーウィザード 第32話・第33話（2013年4月21日・28日） - 背の高い男 役
  - 仮面ライダービルド 第16話 - 第25話・第29話・第46話・第47話・最終話（2017年12月24日 - 2018年3月4日・4月1日・7月29日・8月12日・26日） - 赤羽 / キャッスルハードスマッシュ / キャッスルハザードスマッシュ / キャッスルロストスマッシュ（声） 役
- 闇金ウシジマくん Season2 第3話・第4話（2014年1月31日・2月7日、MBS・TBS系）
- リバース 第1話・第2話・最終話（2017年4月14日・21日・6月16日、TBS） - 角貝 役
- 女囚セブン 第3話（2017年5月5日、テレビ朝日） - 中田健二 役
- 連続ドラマW プラージュ〜訳ありばかりのシェアハウス〜 最終話（2017年9月9日、WOWOW）
- 全力失踪 第7話（2017年10月15日、NHK BSプレミアム） - 対馬 役
- アンナチュラル 第2話（2018年1月19日、TBS） - 大沼悟 役
- 命売ります 第8話（2018年3月10日、BSジャパン） - ヤクザ 役
- 家政夫のミタゾノ 第2シリーズ 第6話（2018年5月18日、テレビ朝日） - ヒデキ 役
- 3年A組-今から皆さんは、人質です- 第1話・第4話 - 第6話・第8話（2019年1月6日・27日 - 2月10日・24日、日本テレビ） - 喜志正臣 役
- Iターン 第2話（2019年7月20日、テレビ東京） - ヤクザ 役
- ニッポンノワール-刑事Yの反乱- 第1話 - 第5話（2019年10月13日 - 11月10日、日本テレビ） - 喜志正臣 役[注釈 1]
- 特捜9 season3 第7話（2020年7月1日、テレビ朝日） - 松浦秀人 役
- 科捜研の女 Season 20 第6話（2020年11月26日、テレビ朝日） - 梶木譲士 役
- オー!マイ・ボス!恋は別冊で 第1話（2021年1月12日、TBS） - 泊東吾 役
- レッドアイズ 監視捜査班 第7話（2021年3月6日、日本テレビ） - 藤戸稔 役[10]
- 最愛 第5話（2021年11月12日、TBS） - しおりを拉致した男 役
- 岸辺露伴は動かない 第5話（2021年12月28日、NHK総合） - 歩道橋の男 役[11][12]
- 全っっっっっ然知らない街を歩いてみたものの Season2 第1話（2022年3月7日、フジテレビ）
- パンドラの果実～科学犯罪捜査ファイル～ Season1 第2話（2022年4月30日、日本テレビ） - 村田慎吾 役
- カナカナ 第10回 - 最終回（2022年5月31日 - 6月30日、NHK総合） - 巌太郎丸 役[13]
- 大河ドラマ 鎌倉殿の13人 第40回・第41回（2022年10月23日・30日、NHK） - 朝比奈義秀 役[14]
- おいしい給食 season3（2023年10月9日 - 12月12日、テレビ神奈川 他） - 木戸四郎 役[15][16]
- 院内警察 第8話（2024年3月1日、フジテレビ） - 木村 役[17]
- ACMA:GAME アクマゲーム 第2話（2024年4月14日、日本テレビ） - 兵頭猛 役[18]
- 花咲舞が黙ってない 第3シリーズ 第3話（2024年4月27日、日本テレビ） - 蓮見 役[19]
- 海に眠るダイヤモンド 最終話（2024年12月22日、TBS） - 船長 役[20]
- 家政夫のミタゾノ 第7シーズン 第3話（2025年1月28日、テレビ朝日） - 世蔵剛 役[21][22]
- 誘拐の日（2025年7月8日 - 、テレビ朝日） - 鮫洲豪紀 役[23]

### 映画
- クローズEXPLODE（2014年4月12日、東宝）
- ジョーカー・ゲーム（2015年1月31日、東宝）
- ソレダケ / that’s it（2015年5月27日、ライブ・ビューイング・ジャパン）
- こぃからっさ！（2016年2月、長崎・東京・大阪にて上映） - 主演・木村信二 役
- ヒーローマニア-生活-（2016年5月7日、東映・日活）
- ヒメアノ〜ル（2016年5月28日、日活） - 河島 役
- アウトサイダー（2018年3月9日、Netflix） - シロマツ 役
- いぬやしき（2018年4月20日、東宝）
- She's Just a Shadow（2019年7月19日、アメリカ映画） - ジェームズ・ダイアモンドの手下 役
- 今日から俺は!!劇場版（2020年7月17日、東宝） - 大嶽重弘 役[24]
- スーパー戦闘 純烈ジャー（2021年9月10日、東映ビデオ） - 桜井 役[25][26]
- キングダム2 遥かなる大地へ（2022年7月15日、東宝 / ソニー・ピクチャーズエンタテインメント） - 輝蓮 役[27]
  - キングダム 運命の炎（2023年7月28日）
  - キングダム 大将軍の帰還（2024年7月12日）
- 映画ネメシス 黄金螺旋の謎（2023年3月31日、ワーナー・ブラザース映画） - 台車男 役[28]
- 無情の世界「真夜中のキッス」（2023年6月23日、G-STAR.PRO） - ユウジ 役[29]
- こん、こん。（2023年9月29日、BLUE.MOUNTAIN） - 市川博一 役[30][31]
- 劇場版 おいしい給食 Road to イカメシ（2024年5月24日、AMGエンタテインメント / イオンエンターテイメント） - 木戸四郎 役[32]
  - おいしい給食 炎の修学旅行（2025年10月24日公開予定、AMGエンタテインメント）[33]
- 劇場版ACMA:GAME 最後の鍵（2024年10月25日、東宝） - 兵頭猛 役[34]

### オリジナルビデオ
- 極道の紋章（2007年5月25日）
- ビルド NEW WORLD 仮面ライダーグリス（2019年11月27日） - 大山勝（赤羽） / キャッスルスマッシュ 役[35]

### CM
- アサヒ飲料「WONDA」
- パナソニック ひとり暮らしからシニアライフまで「食洗機のある人生」篇（2023年 3月9日 - ）

### ミュージックビデオ
- 馬場俊英『ファイティングポーズの詩』（2009年）
- 10-FEET『ライオン』
- TRiDENT『Brand New World』（2020年）

### 舞台
- KENプロデュース Vol.5「ASU」（2009年5月22日 - 24日、コア・いけぶくろ〈豊島区民センター文化ホール〉） - デク 役
- KENプロデュース Vol.6「白と黒とその泡と」（2009年9月9日 - 13日、池袋GEKIBA）
- amipro × KENPRODUCE「海冥の城 白の姫君」（2009年12月25日 - 27日、北沢タウンホール）
- CAP企画Vol.2「パニ・パニ・パニック」（2010年1月26日 - 31日、シアターグリーン BOX in BOX THEATER）
- shockhearts!! 7th shock『Universe』（2011年8月27日、戸野廣浩司記念劇場）
- オフィスエルアール Presents 3「GOLD FISH」（2012年2月8日 - 12日、ART THEATER かもめ座）
- ヴォツェック（2014年4月5日 - 13日、新国立劇場 オペラ劇場）
- Dear My Future（2015年2月14日・15日、川崎市アートセンター アルテリオ小劇場）

### 配信ドラマ
- RETURN（2013年、UULA）
- デスノート NEW GENERATION 紫苑篇・狂言（2016年9月30日、Hulu） - 滑川竜平 役
- THE LAST COP/ラストコップ another story #2 後編（2017年1月7日、Hulu）
- 宇宙同窓会（2020年6月6日・7日、LIVEPARK / 日テレ公式YouTube） - 濱田（はまやん） 役[36]
- おやじキャンプ飯 第4話（2020年12月4日、YouTube） - 相楽涼成 役
- 今際の国のアリス シーズン2（2022年12月22日、Netflix） - マキ 役[37]
- さらば、銃よ 警視庁特別銃装班 第2話（2023年4月14日 - 、Lemino） - 輩 役

### 配信映画
- ナックルガール（2023年11月2日、Amazon Prime Video） - 東賢太郎 役 [38]

### その他
- おもちかえりされたいTV（2012年、BeeTV）
- スクウェアダンス（BeeTV）
- 【栄信インタビュー】189センチの長身を活かし、さまざまな役をこなす名優。『おいしい給食』シリーズで体育教師役を熱演